# Rencontres Peugeot Sport
Les rencontres Peugeot Sport constituent la première discipline européenne de sport automobile par le nombre de concurrents inscrits avec parfois plus de 600 pilotes inscrits à un meeting.  

## Les Rencontres Peugeot Sport (RPS)
Au sein des rencontres Peugeot Sport existent plusieurs Coupes :
- Endurance, course de relais de 6 heures (ou 10 heures pour la manche de Magny-Cours) avec les 208 Racing Cup.
- Sprint avec 208 Racing Cup.
- Sprint avec les THP Spider Cup et les RCZ Racing Cup.
- Yougtimers Cup avec les anciennes auto de la coupe (206 S16, 206 RCC, 207 THP...)

Les courses se déroule sur les plus beaux circuits français. Pour la saison 2015 le championnat comprend 6 manches :
- Val de Vienne (11 et 12 avril)
- Charade (9 et 10 mai)
- Nogaro (6 et 7 juin)
- Magny-Cours F1 (11 et 12 juillet)
- Ledenon (12 et 13 septembre)
- Le Castellet (31 octobre et 1er novembre)

Les rencontres Peugeot Sport sont ouvertes à tous les pilotes dès 16 ans sous condition :
- détenir une licence FFSA (nationale auto – concurrent conducteur ; internationale auto - concurrent « C » ou « B » ; internationale auto – concurrent conducteur « C » junior ; soit une licence nationale ou internationale délivrée par une Autorité Sportive Nationale appartenant à l’Union européenne ou pays assimilé par la FIA).

## Palmarès

### Format actuel depuis 2007
| Année | Proto Spider Cup | 208 Racing Cup                      | Endurance                                                                                       | Yougtimers Cup                                       |
| ----- | --- | ----------------------------------- | ----------------------------------------------------------------------------------------------- | ---------------------------------------------------- |
| 2014  | Alexandre Guesdon (Génération Stunt) | Teddy Clairet (Clairet Sport)       | GP Competition (Xavier Guyonnet et Ludovic Philibert) 208 Racing Cup                            | GM Sport (Bertrand Pate et Guillaume Maio) 206 RCC   |
| 2013  | Pierre-Cécil Irissou (GM Sport) | David Pouget (GPA Racing)           | No Limit Racing (Marc Fleurance et Sébastien Géhin) 207 THP                                     | No Limit Racing (Guy et Guillaume Counil) 206 S16    |
| Année | THP Spider Cup | Coupe 207 THP                       | Endurance 207 THP                                                                               | Endurance 206 S16                                    |
| 2012  | Marcel Sciabbarrasi (Sciabbarrasi Compétition)                                                                                           | Ludovic Bellinato (No Limit Racing) | No Limit Racing (Guy Counil et Ludovic Bellinato)                                               | Montbeliard (Fred Chapuis et Eric Ciciliani          |
| 2011  | Alexandre Rambure (Génération Stunt) | Ludovic Bellinato (No Limit Racing) | CTR (Xavier Guyonnet et Ludovic Philibert)                                                      | Azur Rent (Bruno, Arnaud et Blaise Courtois)         |
| 2010  | Gaël Castelli (Castelli Racing Team) | Sébastien Seveau (Génération Stunt) | Condom Auto Sport (Frédéric Farnière, Bernard et Benoit Castagné )                              | AK Compétition (Manuel Lefrancois et Alexis Anthony) |
| 2009  | Grégory Guilvert en THP Spider Cup Chrsitian Bottemanne (No Limit Racing) en 206 RCC Yannick Péchard (CTR) en Hommel                     | Steven Palette (Vierzon)            | GPA Racing (Alexandre Albouy, David Pouget et Eric Coppens)                                     | A3 Compétition (Jérémie Alloin et Jérôme Thiery)     |
| 2008  | Simon Moulton en THP Spider Cup Christian Bottemanne (No Limit Racing) en 206 RCC Marcel Sciabarrasi (Sciabarrasi Compétition) en Hommel | Quentin Morel (Vierzon)             | Vierzon (Quentin Morel et Steven Palette)                                                       | Non disputé                                          |
| 2007  | Dino Lunardi en THP Spider Cup Jérémie Reymond en 206 CC Patrick Fessler (P2F) en Hommel                                                 | David Pouget (GPA Racing)           | Aix en Provence* (S.Dussoliet et E.Poitevineau) *206 S16 (la 207 n'arrive en relais qu'en 2008) | Non disputé                                          |

### Années 2001-2006
| Année | Peugeot RC Cup        | Coupe 206 CC     |
| ----- | --------------------- | ---------------- |
| 2006  | Dino Lunardi          | Nicolas Milan    |
| 2005  | Geoffrey Dellus       | Julien Briché    |
| 2004  | Jean-Philippe Dayraut | Stéphane Caillet |
| 2003  |                       | Stéphane Caillet |
| 2002  |                       | Julien Briché    |
| 2001  |                       | Romain Thievin   |

### Trophée Peugeot 1985-1991
| Année | Trophée Peugeot 309 | Trophée Peugeot 505 |
| ----- | ------------------- | ------------------- |
| 1991  | Jean Lallier        |                     |
| 1990  | Jean Lallier        |                     |
| 1989  | André Bourdon       |                     |
| 1988  | André Bourdon       |                     |
| 1987  |                     | André Bourdon       |
| 1986  |                     | Michel Maisonneuve  |
| 1986  |                     | Didier Artzet       |